# Órgano de riesgo
Un órgano de riesgo (OAR, organ at risk), es un tejido normal, sano o estructura crítica cuya sensibilidad a la radiación por la dosis recibida durante la radioterapia puede ser importante con respecto a su tolerancia. Los órganos de riesgo pueden influir en la planificación de la radioterapia y en la prescripción de la dosis
El conocimiento sobre la sensibilidad de los tejidos normales procede de observaciones clínicas y modelos en animales. Existen modelos matemáticos de probabilidad de complicaciones de los tejidos sanos en un tratamiento de radioterapia (NTCP, Normal Tissue Complication Probability).

## Clasificación de los órganos de riesgo

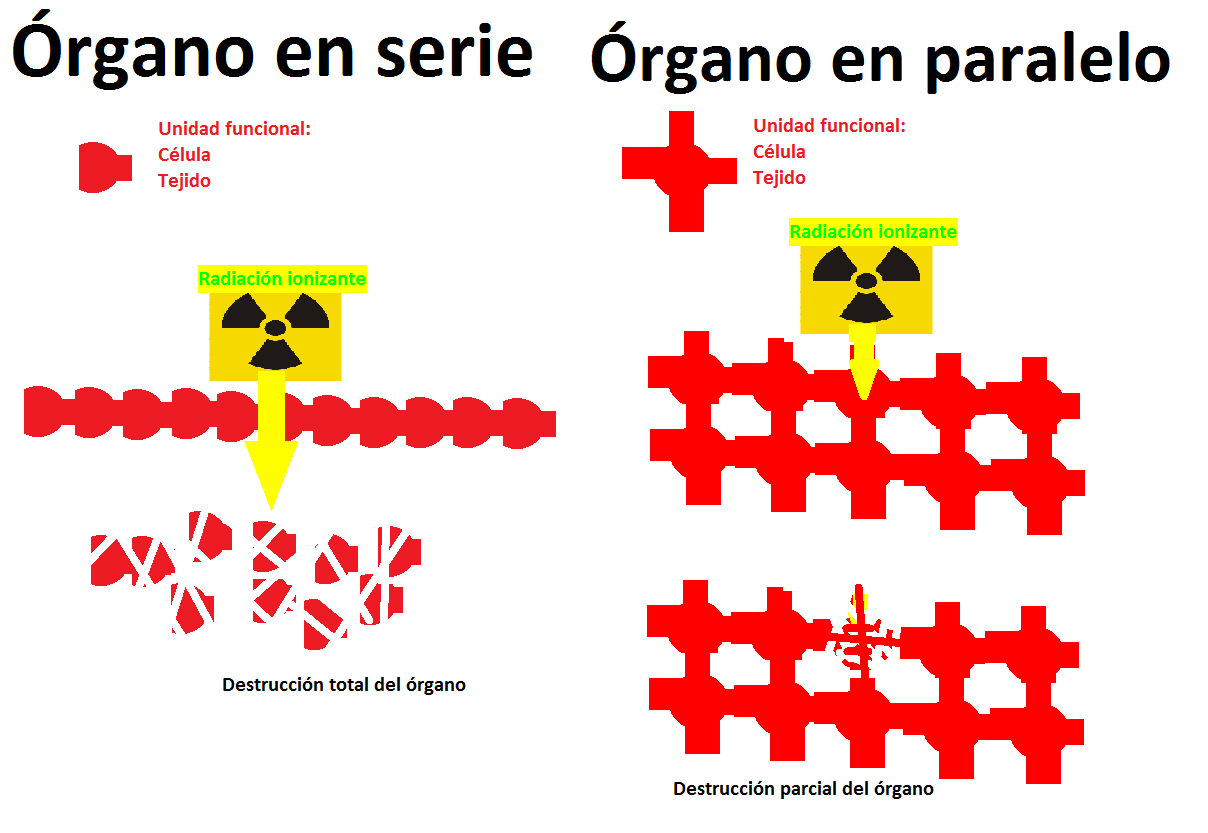
Órganos en serie y en paralelo

### Según subunidades funcionales
Los órganos de riesgo tienen diferente sensibilidad a la radiación debido no solo a la cantidad de dosis que reciben, sino también a la distribución de esa dosis. Los órganos se pueden dividir en subunidades funcionales que pueden ser funcionales o no, después del daño por la radiación. Estas subunidades pueden ser tan pequeñas como una célula o tan grande como un lóbulo hepático. Según el fraccionamiento de la radioterapia (dosis por fracción), el volumen irradiado y la organización estructural de un órgano de riesgo se puede clasificar en:
- Órganos en serie: Son los órganos que tienen una “alta serialidad relativa”, que una dosis por encima de los límites de tolerancia en un pequeño volumen de este órgano de riesgo puede tener un efecto grave. La desactivación de una sola subunidad hace fallar todo el órgano, como por ejemplo la médula espinal o el intestino delgado.

- Órgano en paralelo: Son los órganos que tienen una “baja serialidad relativa”, que el parámetro más importante es el tamaño relativo con respecto al volumen total del volumen irradiado por encima del nivel de tolerancia. Se necesita la destrucción por radiación de muchas o todas las subunidades para provocar una insuficiencia orgánica, por ejemplo los pulmones o el hígado.

- Órgano mixto, en serie y paralelo: Son los órganos de riesgo que tienen una combinación de subunidades funcionales tanto en serie (arterias coronarias) como en paralelo (miocardio), como ocurre en el corazón.

### Según cinética de respuesta a la radiación
- Tejidos de respuesta rápida: Son los tejidos con alto recambio celular cuyas células presentan muchas divisiones celulares por unidad de tiempo, como son las células epiteliales del mucosas, tubo digestivo y las células hematopoyéticas. El daño producido por la radioterapia en tejidos de respuesta rápida es el que produce los efectos secundarios agudos de la radioterapia, que suelen desaparecer a partir de las tres semanas de finalizar la radioterapia porque tiene una alta capacidad de reparación.
- Tejidos de respuesta lenta: Son los tejidos que presentan pocas divisiones celulares en el tiempo como las neuronas y los miocitos. Estas células  no presentan cambios durante el curso de la radioterapia, pero a medio y largo plazo presenta muerte celular y son sustituidas por tejido fibroso.[4] Los efectos secundarios que produce la respuesta lenta de estos tejidos es crónica e irreversible, con complicaciones que disminuye la calidad de vida y a veces provocan la muerte, porque no tienen capacidad de reparación del daño producido por la radiación.

## Toxicidad de los órganos de riesgo por radiación
Desde 1991, con el desarrollo de la radioterapia conformada en tres dimensiones, numerosos estudios clínicos han determinado los efectos que produce la radiación absorbida en los órganos de riesgo que han sido resumidos en un análisis cuantitativo de los efectos en los tejidos normales (QUANTEC, Quantitative Analyses of Normal Tissue Effects in the Clinic.
La cuantificación de la radiación absorbida por los órganos de riesgo se puede expresar:
- El volumen del órgano de riesgo en centímetros cúbicos que recibe una dosis determinada, por ejemplo D1cc<60 Gy: Un centímetro cúbico no debe superar los 60 Gy.
- El porcentaje de volumen de un órgano de riesgo que recibe una dosis determinada, por ejemplo V20<35%: El 35% del volumen debe ser menor de 20 Gy.

Fraccionamiento convencional en radioterapia conformada en tres dimensiones
| Órgano de riesgo                       | Volumen                           | Dosis/Volumen | Dosis máxima | Probabilidad de toxicidad | Toxicidad producida |
| -------------------------------------- | --------------------------------- | ------------- | ------------ | ------------------------- | --- |
| Cerebro                                |                                   |               | <60 Gy       | <3%                       | Necrosis sintomática |
| Cerebro                                |                                   |               | 72 Gy        | 5%                        | Toxicidad sintomática                                                                                                   |
| Cerebro                                |                                   |               | 90 Gy        | 10%                       | Toxicidad sintomática                                                                                                   |
| Tronco cerebral                        |                                   |               | <54 Gy       | <5%                       | Neuropatía o necrosis                                                                                                   |
| Tronco cerebral                        | D1-10 cc                          | <= 59 Gy      |              | <5%                       | Neuropatía o necrosis                                                                                                   |
| Tronco cerebral                        |                                   |               | <64 Gy       | <5%                       | Neuropatía o necrosis                                                                                                   |
| Nervio óptico/Quiasma                  |                                   |               | <55 Gy       | <3%                       | Neuropatía óptica |
| Nervio óptico/quiasma                  |                                   |               | 55-60 Gy     | 3-7%                      | Neuropatía óptica |
| Nervio óptico/quiasma                  |                                   |               | >60 Gy       | >7-20%                    | Neuropatía óptica |
| Médula espinal                         |                                   |               | 50 Gy        | 0.2%                      | Mielopatía |
| Médula espinal                         |                                   |               | 60 Gy        | 6%                        | Mielopatía |
| Médula espinal                         |                                   |               | 69 Gy        | 50%                       | Mielopatía |
| Cóclea                                 | Media                             | <=45 Gy       |              | <30%                      | Pérdida de audición neurosensorial                                                                                      |
| Parótida bilateral                     | Media                             | <=25 Gy       |              | <20%                      | Pérdida de salivación a largo plazo <25%                                                                                |
| Parótida bilateral                     | Media                             | <=39 Gy       |              | <50%                      | Pérdida de salivación a largo plazo <25%                                                                                |
| Parótida unilateral                    | Media                             | <=20 Gy       |              | <20%                      | Pérdida de salivación a largo plazo <25%                                                                                |
| Músculos constrictores de la faringe   | Media                             | <=50 Gy       |              | <20%                      | Disfagia sintomática o aspiración                                                                                       |
| Laringe                                |                                   |               | <66 Gy       | <20%                      | Alteración de la voz |
| Laringe                                | Media                             | <50 Gy        |              | <30%                      | Aspiración |
| Laringe                                | Mean                              | <44 Gy        |              | <20%                      | Edema |
| Laringe                                | V50                               | <27%          |              | <20%                      | Edema |
| Pulmón                                 | V20                               | <=30%         |              | <20%                      | Neumonitis sintomática                                                                                                  |
| Pulmón                                 | Media                             | 7 Gy          |              | 5%                        | Neumonía sintomática |
| Pulmón                                 | Media                             | 13 Gy         |              | 10%                       | Neumonía sintomática |
| Pulmón                                 | Media                             | 20 Gy         |              | 20%                       | Neumonía sintomática |
| Pulmón                                 | Media                             | 24 Gy         |              | 30%                       | Neumonía sintomática |
| Pulmón                                 | Media                             | 27 Gy         |              | 40%                       | Neumonía sintomática |
| Esófago                                | Media                             | <34 Gy        |              | 5-20%                     | Esofagitis grado 3 |
| Esófago                                | V35                               | <50%          |              | <30%                      | Esofagitis grado 2 |
| Esófago                                | V50                               | <40%          |              | <30%                      | Esofagitis grado 2 |
| Esófago                                | V70                               | <20%          |              | <30%                      | Esofagitis grado 2 |
| Corazón (Pericardio)                   | Media                             | <26 Gy        |              | <15%                      | Pericarditis |
| Corazón (Pericardio)                   | V30                               | <46%          |              | <15%                      | Pericarditis |
| Corazón                                | V25                               | <10%          |              | <1%                       | Mortalidad cardiaca a largo plazo                                                                                       |
| Hígado                                 | Media                             | <30-32 Gy     |              | <5%                       | Enfermedad hepática inducida por radiación (RILD, radiation induced liver disease (en hígado con función normal previa) |
| Hígado                                 | Media                             | <42 Gy        |              | <50%                      | RILD (en hígado con función normal previa)                                                                              |
| Hígado                                 | Media                             | <28 Gy        |              | <5%                       | RILD (en Child-Pugh A o hepatocarcinoma)                                                                                |
| Hígado                                 | Media                             | <36 Gy        |              | <50%                      | RILD (en Child-Pugh A o hepatocarcinoma)                                                                                |
| Riñón bilateral                        | Media                             | <15-18 Gy     |              | <5%                       | Alteración clínica |
| Riñón bilateral                        | Media                             | <28 Gy        |              | <50%                      | Alteración clínica |
| Riñón bilateral                        | Media                             | <55%          |              | <5%                       | Alteración clínica |
| Riñón bilateral                        | V20                               | <32%          |              | <5%                       | Alteración clínica |
| Riñón bilateral                        | V23                               | <30%          |              | <5%                       | Disfunción clínica |
| Riñón bilateral                        | V28                               | <20%          |              | <5%                       | Disfunción clínica |
| Estómago                               | D100                              | <45 Gy        |              | <7%                       | úlcera |
| Intestino delgado (asa individual)     | V15                               | <120 cc       |              | <10%                      | enteritis grado 3 |
| Intestino delgado (cavidad peritoneal) | V45                               | <195 cc       |              | <10%                      | Enteritis grado 3 |
| Recto                                  | V50                               | <50%          |              | <10%                      | Rectitis grado 3 |
| Recto                                  | V60                               | <35%          |              | <10%                      | Rectitis grado 3 |
| Recto                                  | V65                               | <25%          |              | <10%                      | Rectitis grado 3 |
| Recto                                  | V70                               | <20%          |              | <10%                      | Rectitis grado 3 |
| Recto                                  | V75                               | <15%          |              | <10%                      | Rectitis grado 3 |
| Vejiga urinaria (cáncer de vejiga)     |                                   |               | <65          | <6%                       | Cistitis grado 3 |
| Vejiga (cáncer de próstata)            | V65                               | <50%          |              |                           | Cistitis grado 3 |
| Vejiga (cáncer de próstata)            | V70                               | <35%          |              |                           | Cistitis grado 3 |
| Vejiga (cáncer de próstata)            | V75                               | <25%          |              |                           | Cistitis grado 3 |
| Vejiga (cáncer de próstata)            | V80                               | <15%          |              |                           | Cistitis grado 3 |
| Bulbo del pene                         | Dosis media al 95% de la glándula | <50 Gy        |              | <35%                      | Disfunción eréctil severa                                                                                               |
| Bulbo del pene                         | D90                               | <50 Gy        |              | <35%                      | Disfunción eréctil severa                                                                                               |
| Bulbo del pene                         | D60-70                            | <70 Gy        |              | <55%                      | Disfunción eréctil severa                                                                                               |

Radioterapia estereotáctica (fracción única)
| Órgano de riesgo                         | Volumen               | Dosis/Volumen | Dosis máxima | Probabilidad de toxicidad | Toxicidad producida                      |
| ---------------------------------------- | --------------------- | ------------- | ------------ | ------------------------- | ---------------------------------------- |
| Cerebro                                  |                       | V12 <5-10 cc  |              | <20%                      | Necrosis sintomática                     |
| Tronco cerebral (neurinoma del acústico) |                       |               | <12.5 Gy     | <5%                       | Neuropatía o necrosis                    |
| Nervio óptico/quiasma                    |                       |               | <12 Gy       | <10%                      | Neuropatía óptica                        |
| Médula espinal (fracción única)          |                       |               | 13 Gy        | 1%                        | Mielopatía                               |
| Médula espinal (hipofraccionamiento)     |                       |               | 20 Gy        | 1%                        | Mielopatía                               |
| Cóclea                                   | Prescripción de dosis | <=14 Gy       |              | <25%                      | Pérdida de audición neurosensorial       |
| Hígado/hepatocarcinoma (3 fracciones)    | Media                 | <13 Gy        |              | <5%                       | Enfermedad hepática radioinducida (RILD) |
| Hígado/Metástasis (3 fracciones)         | Media                 | <15 Gy        |              | <5%                       | RILD                                     |
| Hígado (3 fracciones)                    | >700 cc               | <15 Gy        |              | <5%                       | RILD                                     |